# Racodiscula clava
Racodiscula clava är en svampdjursart som beskrevs av sensu Topsent 1892. Racodiscula clava ingår i släktet Racodiscula och familjen Theonellidae. Inga underarter finns listade i Catalogue of Life.